# Pauley Pavilion
Il Pauley Pavilion è un impianto sportivo polivalente coperto situato nel quartiere Westwood di Los Angeles, California. Sorge all'interno del campus dell'Università della California a Los Angeles (UCLA), è la sede delle squadre di pallacanestro, pallavolo e ginnastica degli UCLA Bruins.
Fino al 2010 il Pauley Pavilion posseva 11 307 posti a sedere permanenti e imbottiti in stile cinema, oltre a sedie retrattili per 2 492 spettatori, costituendo una capacità totale di 12 829 posti. Dopo i lavori nel 2012, la capacità di posti a sedere è stata ampliata a 13 800 posti.
Il Pauley Pavilion è anche la sede di eventi politici e di concerti. Tra gli artisti che si sono esibiti al Pauley Pavilion si ricordano, tra gli altri, Frank Zappa, Bob Marley, Bob Dylan, Bad Religion, Joni Mitchell, Van Morrison, Bob Hope, Frank Sinatra, Luciano Pavarotti, Eric Clapton, Guns N' Roses, Metallica e Faith No More.

## Storia

### Anni 1960-1980
L'edificio, progettato dall'architetto Welton Becket, è stato inaugurato nel giugno 1965, in onore del Rettore dell'università, Edwin W. Pauley, il quale ha contribuito per quasi un quinto dei cinque milioni di dollari spesi per la costruzione dell'arena. L'arena è stata ristrutturata nel biennio 2010-2012; il costo dei lavori fu di circa 110 milioni di dollari.
La prima partita fu giocata il 27 novembre 1965 tra le squadre di pallacanestro maggiore e delle matricole degli UCLA Bruins nel pre-campionato della stagione 1965-1966. Nel corso della stagione la prima squadra ospite fu l'Ohio State. Tra il 1967 e il 1975, sotto la guida di John Wooden, la squadra di pallacanestro vince otto campionati NCAA di prima divisione. La striscia di vittorie più lunga è stata di 98 partite.
I Grateful Dead, band statunitense di musica rock, si è esibita nell'impianto il 17 novembre 1973.
Nel 1981 si è tenuto il primo campionato NCAA di pallavolo femminile.
Nel 1984 l'arena viene scelta per la ginnastica nei Giochi della XXIII Olimpiade.
Nel basket, i Bruins hanno ospitato il loro primo National Invitation Tournament nel 1985. Nel 1987 il Pauley Pavilion viene scelto come luogo del torneo di pallacanestro Pacific-10 Conference e del torneo NCAA di pallavolo maschile.

### Anni 1990-
Nel 1992 l'arena Pauley Pavilion viene scelta per ospitare gli MTV Video Music Awards.
Nel 1994 si esibito per la sua ultima volta il compositore Henry Mancini.
Dal 1998 l'impianto è scelto come luogo dei Nickelodeon Kids' Choice Awards. Ha ospitato 9 edizioni (1998, 1999 e dal 2004 al 2010).
Nel 2001 l'arena viene scelta per Jeopardy! National College Championship, evento promosso dal programma della NBC Jeopardy!
Nel 2008 la band The Who è stata premiata per gli VH1 Rock Honors.
L'8 novembre 2009 Rihanna e Jay-Z si sono esibiti in concerto..
Tra il 2014 e il 2017, per quattro edizioni consecutive, l'arena è stato teatro dei Kids' Choice Sports.